# Gornja Previja
Gornja Previja (cyr. Горња Превија) – wieś w Bośni i Hercegowinie, w Republice Serbskiej, w gminie Ribnik. W 2013 roku liczyła 107 mieszkańców.